# Rheotanytarsus globosus
Rheotanytarsus globosus är en tvåvingeart som beskrevs av Reiss 1972. Rheotanytarsus globosus ingår i släktet Rheotanytarsus och familjen fjädermyggor. Inga underarter finns listade i Catalogue of Life.